# Kanepi
Kanepi è un comune rurale dell'Estonia sudorientale, nella contea di Põlvamaa. Il centro amministrativo è l'omonimo borgo (in estone alevik).

## Storia
Un tempo comune rurale autonomo, a seguito della riorganizzazione amministrativa dell'ottobre 2017, si è fuso con Kõlleste e Valgjärve per formare un comune più grande che mantiene il nome di Kanepi.

### Simboli

#### Stemma e bandiera
Il comune estone acquistò notorietà quando, nel gennaio 2018, venne indetto un referendum online per scegliere il nuovo stemma e la nuova bandiera in seguito alla formazione del nuovo comune nato dalla fusione di Kanepi con  Kõlleste e Valgjärve: tra le proposte spiccava quella di una bandiera contenente una foglia verde di canapa, in riferimento al nome della località, simile alla parola estone kanep, che significa "canapa". Il sondaggio vide la vittoria della bandiera raffigurante la foglia di canapa con sette punte, che venne approvata dal consiglio comunale del 15 maggio 2018 e proclamata ufficialmente come nuovo vessillo.
Questo simbolo era già in uso nel 1869 quando la società locale di canto Kanepi Laulu ja Mängu Selts partecipò al primo festival nazionale della canzone estone.
La bandiera attuale, che sostituisce quella precedentemente in uso dal 1991 al 2017, è un drappo rettangolare di dimensioni standard di cm165 x 105, diviso verticalmente di verde, di bianco e di verde, con la parte centrale bianca più larga e caricata nel centro da una foglia di canapa verde.

## Geografia antropica
Oltre al capoluogo, il vecchio comune comprendeva 21 località (in estone küla):
Erastvere, Heisri, Hino, Hurmi, Jõgehara, Jõksi, Kaagna, Kaagvere, Karste, Koigera, Kooraste, Lauri, Magari, Närapää, Peetrimõisa, Piigandi, Põlgaste, Rebaste, Soodoma, Sõreste, Varbuse.